# Андреев, Станислав
Станислав Владимирович Андреев (узб. Stanislav Andreyev; род. 6 мая 1988, Ташкент) — узбекский футболист, левый крайний защитник и полузащитник клуба «Согдиана» (Джизак). Выступал за национальную сборную Узбекистана.

## Карьера
Станислав Андреев обучался футболу в футбольной академии ташкентского «Пахтакора». В 2006 году он начал свою профессиональную карьеру в клубе «Тупаланг» из города Сариосиё которая участвовала в высшей лиге Узбекистана. В 2007 году он привлек внимание тренеров основной команды «Пахтакора» и вскоре перешёл в её состав. Вместе с командой стал обладателем Кубка чемпионов Содружества 2007. В основном составе «Пахтакора» провёл более 10 сезонов, сыграв более 200 матчей. Неоднократный чемпион и призёр чемпионатов Узбекистана. Летом 2018 года перешёл в «Металлург» (Бекабад).

### Карьера в сборной
В составе национальной сборной Узбекистана, Андреев играл в 2009—2017 годах. В составе сборной он участвовал в Кубке Азии 2011 года. Всего сыграл 39 матчей и забил 2 гола.

## Достижения
- Чемпион Узбекистана (3): 2007, 2012, 2014
- Серебряный призёр чемпионата Узбекистана (3): 2008, 2009, 2010
- Бронзовый призёр чемпионата Узбекистана (1): 2011
- Обладатель Кубка Узбекистана (3): 2007, 2009, 2011
- Финалист Кубка Узбекистана (1): 2008